# Adicella enone
Adicella enone is een schietmot uit de familie Leptoceridae. De soort komt voor in het Oriëntaals gebied.